# 大野バイパス (岩手県)
大野バイパス（おおのバイパス）は、岩手県九戸郡洋野町を通る国道395号のバイパス道路である。

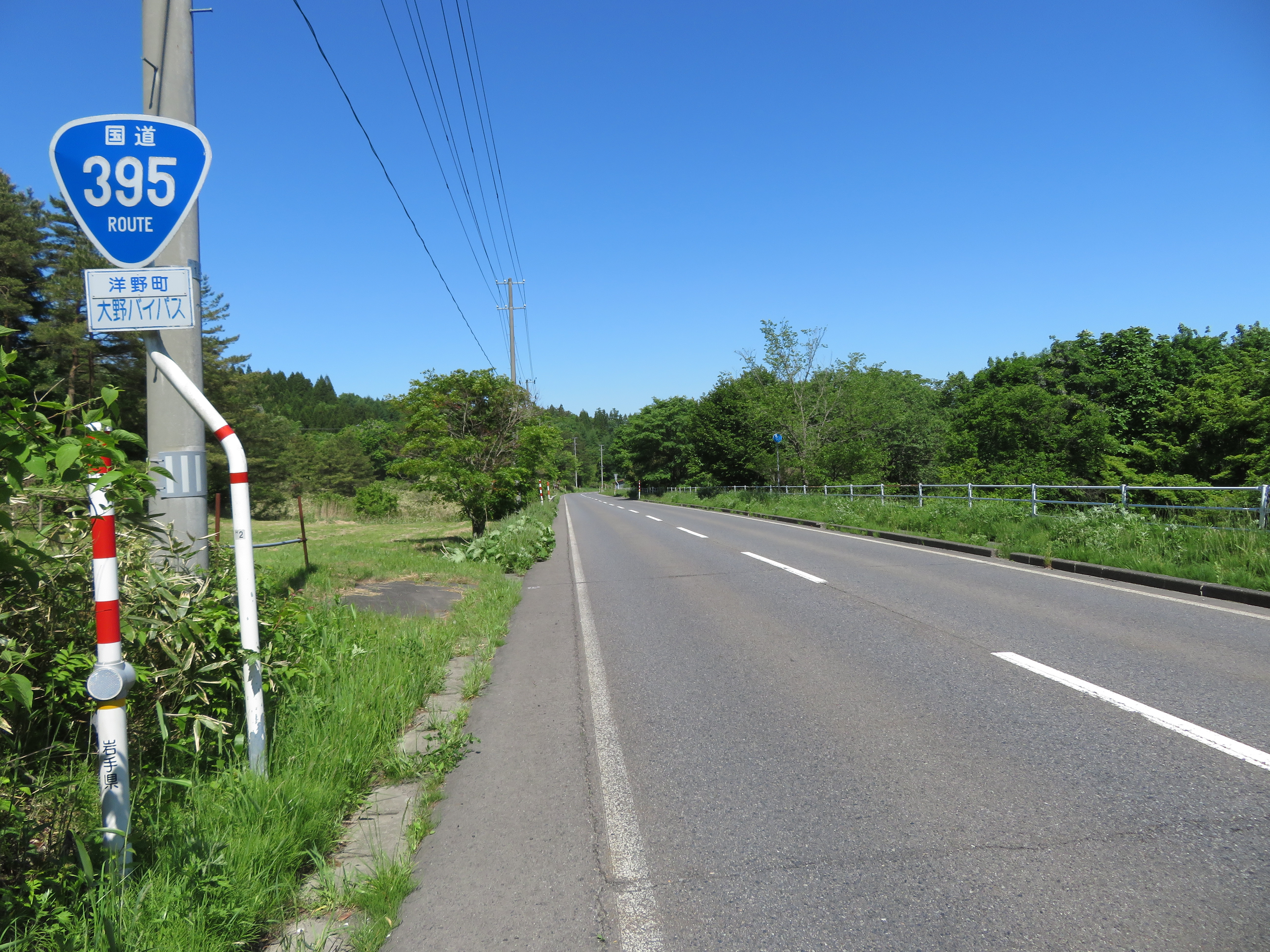
岩手県九戸郡洋野町大野第59地割付近

## 概要
洋野町・旧大野村域の幅員狭小部および直角コーナー部を解消するため1984年に開通。旧ルートは東半分が県道11号、西半分が町道にそれぞれ格下げされている。

### 路線データ
- 起点：洋野町大野字馬渡
- 終点：洋野町大野字金ヶ沢（岩手県立大野高等学校西側、岩手県道11号八戸大野線交点）